# Siringo-Ringo
Siringo-Ringo is een bestuurslaag in het regentschap Labuhan Batu van de provincie Noord-Sumatra, Indonesië. Siringo-Ringo telt 8059 inwoners (volkstelling 2010).